# Xavier Mendiburu Urgell
Xavier Mendiburu Urgell   (Badalona, 1 de desembre de 1980) és un entrenador i exjugador de bàsquet català. Jugava en la posició de base i el Club Bàsquet Pardinyes de la Lliga EBA va ser el seu últim equip. És el fill del també jugador de bàsquet basc Javier Mendiburu Zamora.